# Ormosia tricornis
Ormosia tricornis là một loài ruồi trong họ Limoniidae. Chúng phân bố ở miền Tân bắc.